# Pumapardo
Il pumapardo è un ibrido di un puma maschio e un leopardo femmina. L'ibrido inverso (tra un puma femmina e un leopardo maschio) non si conosce poiché i maschi di entrambi i felini sono più grandi delle femmine e i puma sono già di per sé più grandi dei leopardi, motivo per il quale un leopardo maschio non vedrebbe un puma femmina come potenziale compagna.
Per ragioni evidenti di distribuzione, non nascono mai pumapardi in natura e sono rari anche in cattività. I primi esemplari si ottennero durante gli esperimenti di incroci fra felini che andavano di moda alla fine del XIX secolo nei giardini zoologici di varie città europee, durante i quali si crearono anche molti altri ibridi felini come il ligre, il tigone, il leguaro o il leopone.
Tre cucciolate di questi ibridi furono allevati tra i decenni a cavallo dell'Ottocento e del Novecento da Karl Hagenbeck nel suo zoo ad Amburgo, in Germania. La maggior parte non raggiunse l'età adulta. Uno di questi fu venduto nel 1898 allo Zoo di Berlino. Helum Hemmer ha riferito di un ibrido simile. Questi ibridi avevano lunghe code simile a quelle dei puma e mantelli biondo-rossicci o bruno fulvo con chiazze castane simili a quelle del leopardo e, sulle guance, simili a quelle del puma. Un altro ibrido fu descritto come somigliante ad un piccolo puma grigio con grandi rosette marroni. 
I pumapardi ereditano una forma di nanismo e crescono solo fino a metà delle dimensioni dei genitori. Hanno un corpo lungo, simile a quello dei puma, lungo dai 78 ai 110 centimetri, più una coda di quasi 70 centimetri. Ma hanno zampe corte simili a quelle del leopardo ed un'altezza al garrese che non supera i 56 centimetri. Il peso dell'animale si aggira tra i 12 e i 40 chilogrammi in base alle sottospecie di puma e di leopardo incrociate.
Uno di questi è conservato al Museo Zoologico Rothschild a Tring, in Inghilterra, e mostra chiaramente la tendenza al nanismo. 
Pare che Hagenbeck abbia allevato questi ibridi su suggerimento di una non identificata proprietaria di serragli; tuttavia, gli ibridi furono considerati scialbi e privi d'interesse. I genetisti moderni li trovano interessanti poiché non si pensava che i leopardi ed i puma fossero imparentati abbastanza vicinamente da produrre progenie. Si crede che non si siano allevati altri pumapardi da allora.
Anche una femmina di puma è stata ibridata con successo con un ocelotto maschio, ma gli ibridi morirono a causa di mancanza di cure materne. Nonostante la differenza di dimensioni, diverse cucciolate di ibridi fra puma e ocelotto nacquero dagli stessi genitori che condividevano un terreno recintato in una collezione privata.